# Lomatogonium carinthiacum
Lomatogonium carinthiacum là một loài thực vật có hoa trong họ Long đởm. Loài này được (Wulfen) Rchb. mô tả khoa học đầu tiên năm 1830.